# Neurothemis
Genre
Neurothemis  est un genre  dans la famille des Libellulidae appartenant au sous-ordre des Anisoptères dans l'ordre des Odonates. Il comprend treize espèces .

## Espèces du genreNeurothemis
- Neurothemis decora (Brauer, 1866)
- Neurothemis disparilis Kirby, 1889
- Neurothemis feralis Burmeister, 1839
- Neurothemis fluctuans (Fabricius, 1793)
- Neurothemis fulvia (Drury, 1773)
- Neurothemis intermedia (Rambur, 1842)
- Neurothemis luctuosa Lieftinck, 1942
- Neurothemis nesaea Ris, 1911
- Neurothemis oligoneura Brauer, 1867
- Neurothemis ramburii (Brauer, 1866)
- Neurothemis stigmatizans (Fabricius, 1775)
- Neurothemis terminata Ris, 1911
- Neurothemis tullia (Drury, 1773)